# Terrence Mann
Terrence Mann (Ashland, 1º luglio 1951) è un cantante, attore e ballerino statunitense, specializzato nell'interpretazione del genere musical.

## Biografia
Ha fatto il suo debutto a Broadway nel 1980 con il musical Barnum, in cui recitava accanto a Terri White e Glenn Close. Nel 1982 ottenne un primo successo quando fu scelto per interpretare il Rum Tum Tugger nella prima di Broadway del musical di Andrew Lloyd Webber Cats; nel cast di Cats recitava e danzava anche la sua futura moglie, Charlotte d'Amboise. Nel 1987 fu la volta di un altro successo sulle scene quando interpretò Javert nel musical Les Misérables a Broadway e per la sua interpretazione fu candidato al Tony Award al miglior attore protagonista in un musical; Mann tornò ad interpretare Javert verso la fine delle repliche del musical a Broadway nella primavera del 2003 e di nuovo in un adattamento semiscenico diretto da lui a Storrs, nel Connecticut.
Nel 1994 ha interpretato la Bestia nell'adattamento musicale di Broadway del classico d'animazione La bella e la bestia, un ruolo che gli valse una seconda candidatura al Tony Award; insieme alla maggior parte del cast, Mann tornò ad interpretare il personaggio nella produzione di Los Angeles del musical. Nel 1996 recitò nella sua prima opera di prosa a Broadway, il giallo di Stephen Sondheim e George Furth Getting Away with Murder, mentre nel 1997 fu la volta di un nuovo musical, The Scarlet Pimpernel. Nel 2000 interpretò Frank-N-Furter nel musical The Rocky Horror Show con Alice Ripley e Lea DeLaria. Nel 2005 tornò brevemente a Broadway con il flop Lennon, mentre nel 2013 fu candidato al Tony Award al miglior attore non protagonista in un musical per la sua interpretazione nel ruolo di Carlo Magno nel musical Pippin, in cui aveva brevemente recitato già nel 2004. Nel 2014 entra nel cast di Finding Neverland a Broadway, sostituendo Anthony Warlow, mentre nel 2017 interpreta l'uomo con la giacca nel fallimentare adattamento teatrale di Tuck Everlasting - Vivere per sempre.

### Vita privata
Dal 1996, Mann è sposato con la ballerina Charlotte d'Amboise, e la coppia ha avuto due figlie, Josephine e Shelby.

## Filmografia parziale

### Cinema
- Chorus Line (A Chorus Line), regia di Richard Attenborough (1985)
- Critters (Gli extraroditori) (Critters), regia di Stephen Herek (1986)
- I guerrieri del sole (Solarbabies), regia di Alan Johnson (1986)
- Critters 2 (Critters 2:The Main Course), regia di Mick Garris (1988)
- Big Top Pee-wee - La mia vita picchiatella (Big Top Pee Wee), regia di Randal Kleiser (1988)
- Critters 3, regia di Kristine Peterson (1991)
- Critters 4, regia di Rupert Harvey (1991)
- Patto con il diavolo (Shortcut to Happiness), regia di Alec Baldwin (2003)

### Televisione
- Così gira il mondo (As the World Turns) - serie TV, 1 episodio (1987)
- Un giustiziere a New York (The Equalizer) - serie TV, 2 episodi (1987-1988)
- Quando si ama (Loving) - serie TV, 1 episodio (1992)
- Mamma Natale (Mrs. Santa Claus), regia di Terry Hughes – film TV (1996)
- La valle dei pini (All My Children) - serie TV, 1 episodio (1997)
- True Women - Oltre i confini del West (True Women), regia di Karen Arthur – film TV (1997)
- Una vita da vivere (One Life to Live) - serie TV, 2 episodi (1999)
- Law & Order - I due volti della giustizia (Law & Order) - serie TV, 2 episodi (2001-2005)
- Sentieri (The Guiding Light) - serie TV, 2 episodi (2006)
- The Dresden Files - serie TV, 13 episodi (2007)
- 30 Rock - serie TV, 1 episodio (2011)
- Unforgettable - serie TV, 1 episodio (2011)
- Smash - serie TV, 1 episodio (2012)
- Sense8 - serie TV, 19 episodi (2015-2018)
- Sleepy Hollow - serie TV, 1 episodio (2017)
- Time After Time - serie TV, 1 episodio (2017)
- Instinct - serie TV, 1 episodio (2018)
- Unbreakable Kimmy Schmidt - serie TV, 1 episodio (2019)
- The Blacklist - serie TV, 1 episodio (2019)
- Fondazione (Foundation) - serie TV, 20 episodi (2021-2023)

### Doppiaggio
- Gandahar, regia di René Laloux (1988)
- La bella e la bestia (Beauty and the Beast), regia di Boyd Kirkland (1995)
- Gargoyles - Il risveglio degli eroi - serie TV, 3 episodi (1996)

## Teatro
- Barnum (1982)
- Cats (1982)
- Rags (1986)
- Les Misérables (1987)
- Jerome Robbins' Broadway (1990)
- Assassins (1990)
- The Beauty and the Beast (1994)
- Matrimonio per colpa (1996)
- The Scarlet Pimpernel (1997)
- Cats (2000)
- The Rocky Horror Show (2000)
- Les Misérables (2003)
- Pippin (2004)
- Lennon (2005)
- The 24 Hour Plays 2005 (2005)
- The Best Little Whorehouse in Texas (2006)
- The Addams Family (2009-2010)
- Pippin (2013)

## Doppiatori italiani
Nelle versioni in italiano delle opere in cui ha recitato, Terrence Mann è stato doppiato da:
- Renato Cortesi in Chorus Line
- Sergio Di Stefano in Critters
- Gianni Williams ne I guerrieri del sole
- Gianni Bertoncin in Critters 2
- Marco Mete in Big Top Pee-wee - La mia vita picchiatella
- Gabriele Carrara in Critters 4
- Fabrizio Temperini in Mamma Natale
- Alessandro Quarta in True Women - Oltre i confini del West
- Gino La Monica in Law & Order - I due volti della giustizia
- Alberto Caneva in Patto col diavolo
- Roberto Chevalier in The Dresden Files
- Mario Cordova in  30 Rock
- Roberto Draghetti in Sense8
- Massimo Giuliani in Fondazione